# بارتومیئی شویدرسکی
بارتومیئی شِـویدرسکی (لهستانی: Bartłomiej Świderski؛ ‏ تلفظ نام کوچک: [bartˈwɔmjɛj] ‏ زادهٔ ۷ مارس ۱۹۷۳) بازیگر، موسیقی‌دان و خواننده اهل لهستان است.
وی دانش‌آموختهٔ مدرسه ملی فیلم ووچ است و از سال ۱۹۹۶ میلادی تاکنون مشغول فعالیت بوده‌است.
از فیلم‌ها یا مجموعه‌های تلویزیونی که وی در آن‌ها نقش داشته است، می‌توان به فرصت دوباره، تنها عشق، خودِ زندگی، موج جرم و جنایت، سال‌های شیرین، آوالون، قانون حقیقی، هتل ۵۲، دهن‌به‌دهن و ماگدا ام. اشاره نمود.